# Sun Valley (Teksas)
Sun Valley je grad u američkoj saveznoj državi Teksas. Prema popisu stanovništva iz 2010. u njemu je živjelo 69 stanovnika.